# Senhit
Senhit Zadik Zadik (født 1. oktober 1979), også kendt som Senhit, er en italiensk sangerinde.

## Eurovision Song Contest
Hun repræsenterede San Marino i Eurovision Song Contest 2011 i Düsseldorf med sangen "Stand By", men hun kvalificerede sig ikke til finalen, efter hun fik en 16. plads i første semifinale med 36 point.
Hun skulle have repræsenteret San Marino ved Eurovision Song Contest 2020 i Rotterdam med sangen "Freaky!", men arrangementet blev aflyst på grund af coronaviruspandemien. Hun er også udpeget som San Marinos repræsentant ved Eurovision Song Contest 2021 med sangen "Adrenalina" sammen med den amerikanske rapper Flo Rida, og kvalificerede sig til finalen.

## Una Voce Per San Marino
Hun var i 2022 og 2023 vært på San Marinos nationale finale "Una Voce Per San Marino" til Eurovision, sammen med Jonathan Kashanian.